# Sci alpino ai XVI Giochi olimpici invernali
Le gare di sci alpino ai XVI Giochi olimpici invernali di Albertville 1992 si disputarono dal 9 al 22 febbraio sulle piste di Les Menuires, Méribel e Val-d'Isère; il programma incluse gare di discesa libera, supergigante, slalom gigante, slalom speciale e combinata, sia maschili sia femminili.

## Risultati

### Uomini

#### Discesa libera
| Pos. | Atleta            | Nazione     | Tempo   |
| ---- | ----------------- | ----------- | ------- |
| 1    | Patrick Ortlieb   | Austria     | 1:50,37 |
| 2    | Franck Piccard    | Francia     | 1:50,42 |
| 3    | Günther Mader     | Austria     | 1:50,47 |
| 4    | Markus Wasmeier   | Germania    | 1:50,62 |
| 5    | Jan Einar Thorsen | Norvegia    | 1:50,79 |
| 6    | Franz Heinzer     | Svizzera    | 1:51,39 |
| 7    | Hansjörg Tauscher | Germania    | 1:51,49 |
| 8    | Lasse Arnesen     | Norvegia    | 1:51,63 |
| 9    | A J Kitt          | Stati Uniti | 1:51,98 |
| 10   | Franco Colturi    | Italia      | 1:52,07 |

#### Supergigante
| Pos. | Atleta                | Nazione     | Tempo   |
| ---- | --------------------- | ----------- | ------- |
| 1    | Kjetil André Aamodt   | Norvegia    | 1:13,04 |
| 2    | Marc Girardelli       | Lussemburgo | 1:13,77 |
| 3    | Jan Einar Thorsen     | Norvegia    | 1:13,83 |
| 4    | Ole Kristian Furuseth | Norvegia    | 1:13,87 |
| 5    | Josef Polig           | Italia      | 1:13,88 |
| 6    | Marco Hangl           | Svizzera    | 1:13,90 |
| 7    | Günther Mader         | Austria     | 1:14,08 |
| 8    | Tom Stiansen          | Norvegia    | 1:14,51 |
| 9    | Markus Wasmeier       | Germania    | 1:14,58 |
| 10   | Paul Accola           | Svizzera    | 1:14,60 |

#### Slalom gigante
| Pos. | Atleta                | Nazione     | Tempo   |
| ---- | --------------------- | ----------- | ------- |
| 1    | Alberto Tomba         | Italia      | 2:06,98 |
| 2    | Marc Girardelli       | Lussemburgo | 2:07,30 |
| 3    | Kjetil André Aamodt   | Norvegia    | 2:07,82 |
| 4    | Paul Accola           | Svizzera    | 2:08,02 |
| 5    | Ole Kristian Furuseth | Norvegia    | 2:08,16 |
| 6    | Günther Mader         | Austria     | 2:08,80 |
| 7    | Rainer Salzgeber      | Austria     | 2:08,83 |
| 8    | Fredrik Nyberg        | Svezia      | 2:09,00 |
| 9    | Josef Polig           | Italia      | 2:09,45 |
| 9    | Hubert Strolz         | Austria     | 2:09,45 |

#### Slalom speciale
| Pos. | Atleta               | Nazione     | Tempo   |
| ---- | -------------------- | ----------- | ------- |
| 1    | Finn Christian Jagge | Norvegia    | 1:44,39 |
| 2    | Alberto Tomba        | Italia      | 1:44,67 |
| 3    | Michael Tritscher    | Austria     | 1:44,85 |
| 4    | Patrick Staub        | Svizzera    | 1:45,44 |
| 5    | Thomas Fogdö         | Svezia      | 1:45,48 |
| 6    | Paul Accola          | Svizzera    | 1:45,62 |
| 7    | Michael von Grünigen | Svizzera    | 1:46,42 |
| 8    | Jonas Nilsson        | Svezia      | 1:46,57 |
| 9    | Thomas Stangassinger | Austria     | 1:46,65 |
| 10   | Matt Grosjean        | Stati Uniti | 1:46,94 |

#### Combinata
| Pos. | Atleta                | Nazione  | Punti |
| ---- | --------------------- | -------- | ----- |
| 1    | Josef Polig           | Italia   | 14,58 |
| 2    | Gianfranco Martin     | Italia   | 14,90 |
| 3    | Steve Locher          | Svizzera | 18,16 |
| 4    | Jean-Luc Crétier      | Francia  | 18,97 |
| 5    | Markus Wasmeier       | Germania | 32,77 |
| 6    | Kristian Ghedina      | Italia   | 38,96 |
| 7    | Ole Kristian Furuseth | Norvegia | 40,47 |
| 8    | Xavier Gigandet       | Francia  | 41,21 |
| 9    | Takuya Ishioka        | Giappone | 51,83 |
| 10   | Lasse Arnesen         | Norvegia | 51,93 |

### Donne

#### Discesa libera
| Pos. | Atleta             | Nazione           | Tempo   |
| ---- | ------------------ | ----------------- | ------- |
| 1    | Kerrin Lee-Gartner | Canada            | 1:52,55 |
| 2    | Hilary Lindh       | Stati Uniti       | 1:52,61 |
| 3    | Veronika Wallinger | Austria           | 1:52,64 |
| 4    | Katja Seizinger    | Germania          | 1:52,67 |
| 5    | Petra Kronberger   | Austria           | 1:52,73 |
| 6    | Katrin Gutensohn   | Germania          | 1:53,71 |
| 7    | Barbara Sadleder   | Austria           | 1:53,81 |
| 8    | Svetlana Gladyševa | Squadra Unificata | 1:53,85 |
| 9    | Miriam Vogt        | Germania          | 1:53,89 |
| 10   | Heidi Zurbriggen   | Svizzera          | 1:54,04 |

#### Supergigante
| Pos. | Atleta             | Nazione     | Tempo   |
| ---- | ------------------ | ----------- | ------- |
| 1    | Deborah Compagnoni | Italia      | 1:21,22 |
| 2    | Carole Merle       | Francia     | 1:22,63 |
| 3    | Katja Seizinger    | Germania    | 1:23,19 |
| 4    | Petra Kronberger   | Austria     | 1:23,20 |
| 5    | Ulrike Maier       | Austria     | 1:23,35 |
| 6    | Kerrin Lee-Gartner | Canada      | 1:23,76 |
| 7    | Michaela Gerg      | Germania    | 1:23,77 |
| 8    | Eva Twardokens     | Stati Uniti | 1:24,19 |
| 9    | Anita Wachter      | Austria     | 1:24,20 |
| 10   | Zoë Haas           | Svizzera    | 1:24,31 |

#### Slalom gigante
| Pos. | Atleta             | Nazione     | Tempo   |
| ---- | ------------------ | ----------- | ------- |
| 1    | Pernilla Wiberg    | Svezia      | 2:12,74 |
| 2    | Diann Roffe        | Stati Uniti | 2:13,71 |
| 2    | Anita Wachter      | Austria     | 2:13,71 |
| 4    | Ulrike Maier       | Austria     | 2:13,77 |
| 5    | Julie Parisien     | Stati Uniti | 2:14,10 |
| 6    | Carole Merle       | Francia     | 2:14,24 |
| 7    | Eva Twardokens     | Stati Uniti | 2:14,47 |
| 8    | Katja Seizinger    | Germania    | 2:14,96 |
| 9    | Sylvia Eder        | Austria     | 2:15,05 |
| 10   | Kristina Andersson | Svezia      | 2:15,23 |

#### Slalom speciale
| Pos. | Atleta                 | Nazione       | Tempo   |
| ---- | ---------------------- | ------------- | ------- |
| 1    | Petra Kronberger       | Austria       | 1:32,68 |
| 2    | Annelise Coberger      | Nuova Zelanda | 1:33,10 |
| 3    | Blanca Fernández Ochoa | Spagna        | 1:33,35 |
| 4    | Julie Parisien         | Stati Uniti   | 1:33,40 |
| 5    | Karin Buder            | Austria       | 1:33,68 |
| 6    | Patricia Chauvet       | Francia       | 1:33,72 |
| 7    | Vreni Schneider        | Svizzera      | 1:33,96 |
| 8    | Anne Berge             | Norvegia      | 1:34,22 |
| 9    | Katrin Neuenschwander  | Svizzera      | 1:34,28 |
| 10   | Urška Hrovat           | Slovenia      | 1:34,50 |

#### Combinata
| Pos. | Atleta             | Nazione        | Punti |
| ---- | ------------------ | -------------- | ----- |
| 1    | Petra Kronberger   | Austria        | 2,55  |
| 2    | Anita Wachter      | Austria        | 19,39 |
| 3    | Florence Masnada   | Francia        | 21,38 |
| 4    | Chantal Bournissen | Svizzera       | 24,98 |
| 5    | Anne Berge         | Norvegia       | 35,28 |
| 6    | Michelle McKendry  | Canada         | 39,02 |
| 7    | Nataša Bokal       | Slovenia       | 42,60 |
| 8    | Lucia Medzihradská | Cecoslovacchia | 47,43 |
| 9    | Miriam Vogt        | Germania       | 48,52 |
| 10   | Régine Cavagnoud   | Francia        | 51,13 |

## Medagliere per nazioni
| Pos. | Nazione       | Oro | Argento | Bronzo | Totale |
| ---- | ------------- | --- | ------- | ------ | ------ |
| 1    | Austria       | 3   | 2       | 3      | 8      |
| 2    | Italia        | 3   | 2       | 0      | 5      |
| 3    | Norvegia      | 2   | 0       | 2      | 4      |
| 4    | Canada        | 1   | 0       | 0      | 1      |
| 4    | Svezia        | 1   | 0       | 0      | 1      |
| 6    | Francia       | 0   | 2       | 1      | 3      |
| 7    | Lussemburgo   | 0   | 2       | 0      | 2      |
| 7    | Stati Uniti   | 0   | 2       | 0      | 2      |
| 9    | Nuova Zelanda | 0   | 1       | 0      | 1      |
| 10   | Germania      | 0   | 0       | 1      | 1      |
| 10   | Spagna        | 0   | 0       | 1      | 1      |
| 10   | Svizzera      | 0   | 0       | 1      | 1      |